# Goethe-Museum (Düsseldorf)

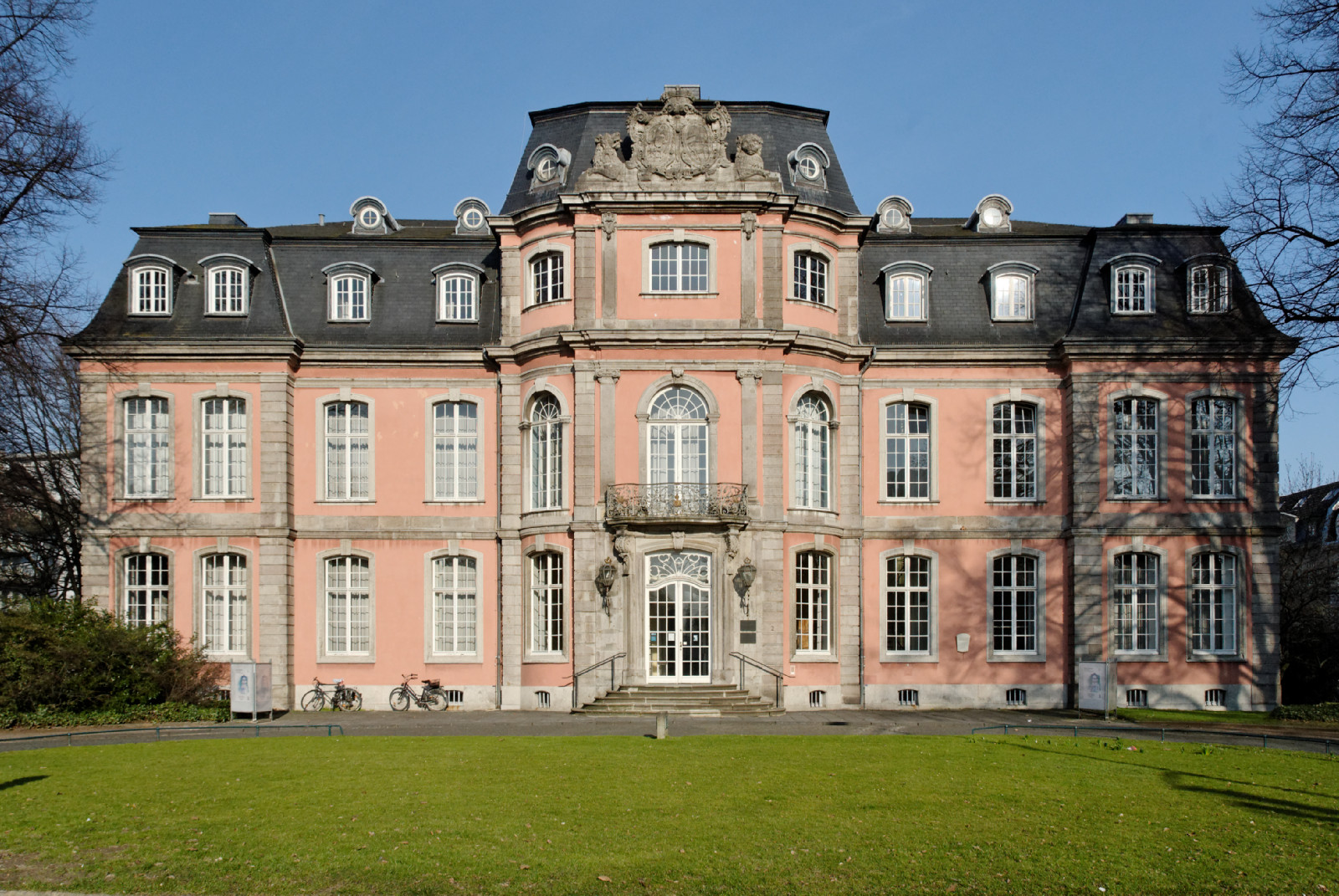
Schloss Jägerhof im Jahr 2011: Sitz des Goethe-Museums seit 1987

Das Goethe-Museum in Düsseldorf wurde 1956 eröffnet. Es zählt neben dem Goethe-Haus in Frankfurt am Main und dem Goethe-Nationalmuseum in Weimar zu den drei repräsentativen Goethe-Museen in Deutschland.
Zur Institution gehören das Museum, das Handschriftenarchiv, die Forschungsbibliothek, die Kunstsammlung und ein Veranstaltungszentrum. Sie beherbergt etwa 50.000 originale Zeugnisse der Goethe-Zeit, „darunter Autographen (Briefe, Werkmanuskripte, Stammbucheintragungen, Notenhandschriften), Erstausgaben und Widmungsexemplare, Grafik (Porträts, Veduten, Illustrationen), Handzeichnungen (davon annähernd 50 von Goethe), Ölgemälde, Silhouetten, Büsten, Masken, Münzen, Medaillen und Plaketten sowie eine Porzellan- und Glas-Sammlung“. Eine umfangreiche Sammlung von Noten der vertonten Werke Goethes und seiner Zeitgenossen, von Text- und Liederbüchern, Theaterzetteln und Konzert- und Festprogrammen aus der Goethezeit ergänzt die Sammlung.
Zusammengetragen hat die einst größte Privatsammlung zu Goethe und seiner Zeit der Verleger Anton Kippenberg (1874–1950). Seine Töchter brachten die Sammlung in die selbständige Anton-und-Katharina-Kippenberg-Stiftung ein. Der Literaturhistoriker Conrad Wiedemann bezeichnete sie anlässlich des 60-jährigen Bestehens des Museums als eine in der ersten Hälfte des 20. Jahrhunderts während zweier Weltkriege, der Weltwirtschaftskrise und der Nazi-Herrschaft entstandene „phänomenale Privatsammlung“.
Das Museum und seine Sammlung wurde zunächst im Hofgärtnerhaus, dem ehemaligen, im Barockstil errichteten Dienstwohnsitz des amtierenden Hofgärtners, untergebracht. Seit 1987 befindet es sich im Rokoko-Schloss Jägerhof und bietet neben der 1.000 Exponate umfassenden ständigen Ausstellung zu Goethes Leben und Schaffen wechselnde Ausstellungen mit geistes- und literaturgeschichtlichen Themen. Zum 500. Jahrestag der Reformation veranstaltete das Museum 2017 eine Ausstellung zu Goethe und Luther mit dem Titel Bibel, Sprache, Wahrhaftigkeit. 2018 wurde in einer vielbeachteten Ausstellung – Taten des Lichts – die Farbenlehre Goethes dem Werk des ZERO-Künstlers Heinz Mack gegenübergestellt. 2019 wurden Fotos des Fotografen Helmut Schlaiß ausgestellt, die er auf Goethes Spuren in Italien gemacht hatte.
Träger des Museums sind die Anton-und-Katharina-Kippenberg-Stiftung und die Landeshauptstadt Düsseldorf. Mit dem Kaufakt der Goethe-Sammlung Kippenbergs hat die Stadt Düsseldorf „ein neues Ausstrahlungsfeld Goethes entstehen lassen“. Im Stiftungsvertrag vom 13. Februar 1953 verpflichtete sich die Stadt Düsseldorf zu Ausstattung, Unterhalt und Entwicklung des Museums.
Zu den festen Veranstaltungen zählen Vorträge, Lesungen und die zu Goethes Geburtstag am 28. August ausgerichteten Sommerfeste im Garten des Schlosses.
Eine Verbindung Düsseldorfs zu Goethe besteht durch seine zwei Besuche (1774 und 1792) im nur wenige Schritte von Schloss Jägerhof entfernt gelegenen Haus des Philosophen Friedrich Heinrich Jacobi, das Goethe während seiner „Campagne in Frankreich“ als das „gastfreiste [= gastfreundichste] aller Häuser“ bezeichnete.

## Direktoren
- 1955–1965: Hellmuth von Maltzahn
- 1966–1992: Jörn Göres
- 1993–2012: Volkmar Hansen
- 2013–2024: Christof Wingertszahn
- seit 2025: Boris Roman Gibhardt[9]